# Merohister aino
Merohister aino är en skalbaggsart som först beskrevs av Lewis 1884.  Merohister aino ingår i släktet Merohister och familjen stumpbaggar. Inga underarter finns listade i Catalogue of Life.